# Ingrid Schmidt
Ingrid Schmidt   (Rudolstadt, 3 de març de 1945 - Zimmern ob Rottweil, 6 d'agost de 2023) fou una nedadora alemanya, que va competir sota bandera de la República Democràtica Alemanya durant les dècades de 1950 i 1960.
Amb tan sols 15 anys va prendre part en els Jocs Olímpics d'Estiu de Roma de 1960, on disputà dues proves del programa de natació. Guanyà la medalla de bronze en els 4x100 metres estils, formant equip amb Ursula Küper, Bärbel Fuhrmann i Ursel Brunner, mentre en els 100 metres esquena quedà eliminada en sèries. Quatre anys més tard, als Jocs de Tòquio, disputà les dues mateixes proves, però en aquesta ocasió fou desqualificada en els 4x100 metres estils, mentre en els 100 metres esquena tornà a quedar eliminada en sèries.
En el seu palmarès també destaca una medalla d'or en els 4x100 metres estils del Campionat d'Europa de natació de 1962, formant equip amb Barbara Göbel, Ute Noack i Heidi Pechstein. En aquesta prova va establir un nou rècord del món. Per aquest èxit les quatre integrants de l'equip de relleus fou reconegudes com a esportistes alemanyes de l'any en la categoria d'equip el 1962. A nivell nacional va establir 14 rècords de l'Alemanya Oriental i guanyà els títols dels 100 metres esquena de 1959, 1960, 1961 i 1963, i dels 200 el 1963.
Un cop retirada estudià medicina i el 1984 fugí a la República Federal Alemanya.